# Радикальные виги
Радикальные виги (англ. Radical Whigs) — группа британских политических комментаторов, связанных с фракцией британских вигов, которые были в авангарде радикального движения.

## Виги-радикалы XVII века
Радикальные виги «возникли в результате серии политических потрясений в Англии XVIII века: гражданской войны в Англии, кризиса изоляции 1679—1681 годов и Славной революции 1688 года». Они видели «два вида угроз для политических свобод: общий моральный упадок, который приведёт к вторжению злых и деспотических правителей, а также посягательству исполнительной власти на законодательную власть, попытка, которую власть всегда предпринимала, чтобы подчинить себе свободу, защищаемую смешанным правительством». Политическая теория, лёгшая в основу идеологии вигов-радикалов, была в основном основана на трудах Джона Мильтона, Джона Локка, Джеймса Гаррингтона и Элджернона Сиднея.

## Виги-радикалы XVIII века
В XVIII веке виги из числа «людей Содружества», в частности Джон Тренчард, Томас Гордон и Бенджамин Ходли, «восхваляли смешанную конституцию монархии, аристократии и демократии и приписывали ей английскую свободу; и, подобно Локку, они постулировали состояние природы, из которой возникли права, которые гарантировались гражданским государством, созданным по взаимному согласию, они утверждали, что договор формирует правительство и что суверенитет принадлежит народу».
Политические идеи радикальных вигов сыграли значительную роль в развитии американской революции, поскольку их республиканские сочинения получили широко распространение среди американских колонистов, многие из которых, прочитав их, убедились, что следует очень внимательно относиться к любым угрозам свободе. Впоследствии, когда колонисты были возмущены, налогами и законами, принимаемыми в Лондоне при отсутствии представительства американцев, таких как Гербовый акт, Акт о сахаре и Акт о чае, они отделились от Королевства Великобритании и образовали Соединённые Штаты Америки. «Радикальные взгляды вигов на политику получили широкую поддержку в Америке, потому что они возродили традиционные проблемы протестантской культуры, которые всегда граничили с пуританством. Этот моральный распад, угрожавший свободному правительству, не мог стать неожиданностью для народа, чьи отцы бежали из Англии, чтобы спастись. В основе их морального кодекса лежала важность добродетели, бережливости, трудолюбия и призвания. Властный руководитель и угроза коррупции со стороны праздных, бесполезных чиновников, синекуры, занимали видное место в объяснениях их изгнания в Америку». Таким образом, «большинство» идей, которые американские революционеры вложили в свою политическую систему, «были частью великой традиции Людей Содружества XVIII века».
Хотя люди Содружества имели мало влияния на британскую политику в XVIII веке, их политические идеи оказали долгосрочное влияние на конституционную систему Великобритании: конституционную монархию, которая, в свою очередь, стала моделью для других стран, например, Швеции, Норвегии, Дании, Нидерланды и Бельгии.